# 14-й окремий батальйон НГ (Україна)
14-й окремий батальйон (14 ОБ НГУ, в/ч 3054) — підрозділ у складі Центрального оперативно-територіального об'єднання Національної гвардії України. Виконує завдання з конвоювання, екстрадиції та охорони підсудних.

## Структура
- 1-ша стрілецька рота;
- 2-га стрілецька рота;
- рота бойового та матеріального забезпечення;
- медичний пункт.

## Командування
- підполковник Ігор Каліновський (2019)